# 프드즌

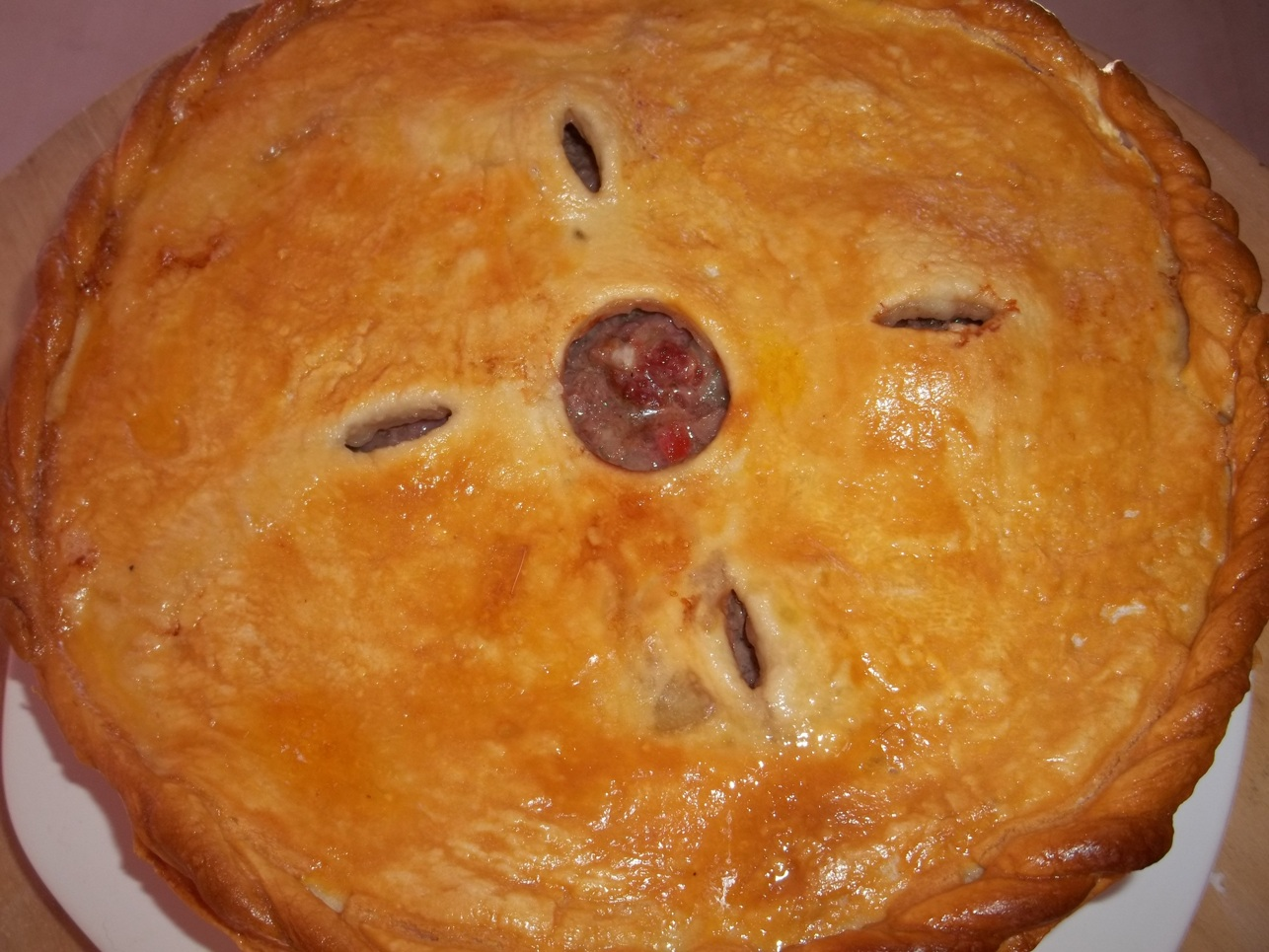
프드즌

프드즌(фыдджын)은 오세티야의 고기 파이이다.